# Lorne Chabot
Lorne Chabot (* 5. Oktober 1900 in Montreal, Québec; † 10. Oktober 1946 ebenda) war ein kanadischer Eishockeytorwart, der von 1926 bis 1937 für die New York Rangers, Toronto Maple Leafs, Chicago Black Hawks, Montréal Canadiens, die Montreal Maroons und die New York Americans in der National Hockey League spielte.

## Karriere

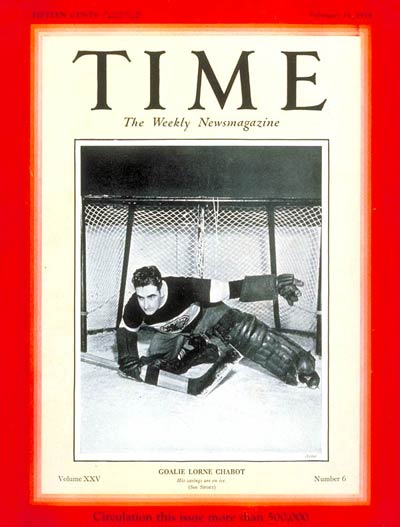
Lorne Chabot auf dem Cover des Time Magazine

Auf ihn geht die Einführung des „Blockers“ als Schutz der Stockhand zurück, mit dem er seinen gebrochenen Arm schützte, noch bevor seine Karriere in der NHL begann. Conn Smythe holte ihn, als er nach der Gründung ein Team für die New York Rangers zusammenstellte. Dort nannte ihn der Manager Chabotsky um mehr jüdische Zuschauer zu gewinnen. Nach einer Augenverletzung ließ man ihn in New York fallen und schickte ihn Smythe nach Toronto hinterher. Das Besondere an dieser Verletzung war, dass Chabot im zweiten Finalspiel von Nels Stewart getroffen wurde und nicht weiterspielen konnte. Da die Rangers keinen einsatzfähigen Ersatztorwart hatten, übernahm der Manager, Lester Patrick, den Job und brachte die Rangers zum Sieg. 1932 gewann er in Toronto seinen zweiten Stanley Cup. Direkt beteiligt war Chabot auch an der längsten Overtime der NHL-Geschichte in der Saison 1935/36. Er kassierte das Tor, das dieses Spiel beendete.

## Auszeichnungen
- First All-Star Team: 1935
- Vezina Trophy: 1935